# Lode Wouters
Lode Wouters   (Laakdal, 27 de maig de 1929 - Geel, 25 de març de 2014) va ser un ciclista belga, que fou professional entre 1951 i 1953.
Els seus principals èxits els aconseguí com a ciclista amateur, en guanyar dues medalles als Jocs Olímpics de Londres de 1948, la d'or de la contrarellotge per equips, junt als seus companys Léon Delathouwer iEugène van Roosbroeck, i la de bronze a la prova en ruta.

## Palmarès
- 1948
  -  Medalla d'or de la contrarellotge per equips dels Jocs Olímpics de Londres de 1948
  -  Medalla de bronze de la prova en ruta dels Jocs Olímpics de Londres de 1948
  - Campió de Bèlgica amateur
  - Vencedor d'una etapa a la Volta a Limburg amateur
- 1949
  - 1r a la Ronde van Midden-Nederland
- 1952
  - Vencedor d'una etapa de la Dwars door Vlaanderen